# Oecetis townesorum
Oecetis townesorum är en nattsländeart som beskrevs av Morse 1974. Oecetis townesorum ingår i släktet Oecetis och familjen långhornssländor. Inga underarter finns listade i Catalogue of Life.